# Сан Коломбано ал Ламбро
Сан Коломбано ал Ламбро (итал. San Colombano al Lambro) је насеље у Италији у округу Милано, региону Ломбардија.
Према процени из 2011. у насељу је живело 6896 становника. Насеље се налази на надморској висини од 70 м.

## Становништво
Према резултатима пописа становништва 2011. у општини је живело 7.336 становника.
| 1931. | 1936. | 1951. | 1961. | 1971. | 1981. | 1991. | 2001. | 2011. |
| ----- | ----- | ----- | ----- | ----- | ----- | ----- | ----- | ----- |
| 8.058 | 8.061 | 8.175 | 7.779 | 7.777 | 7.145 | 6.970 | 7.258 | 7.336 |